# Sédeilles
Sédeilles (toponimo francese) è una frazione di 143 abitanti del comune svizzero di Villarzel, nel Canton Vaud (distretto della Broye-Vully).

## Storia

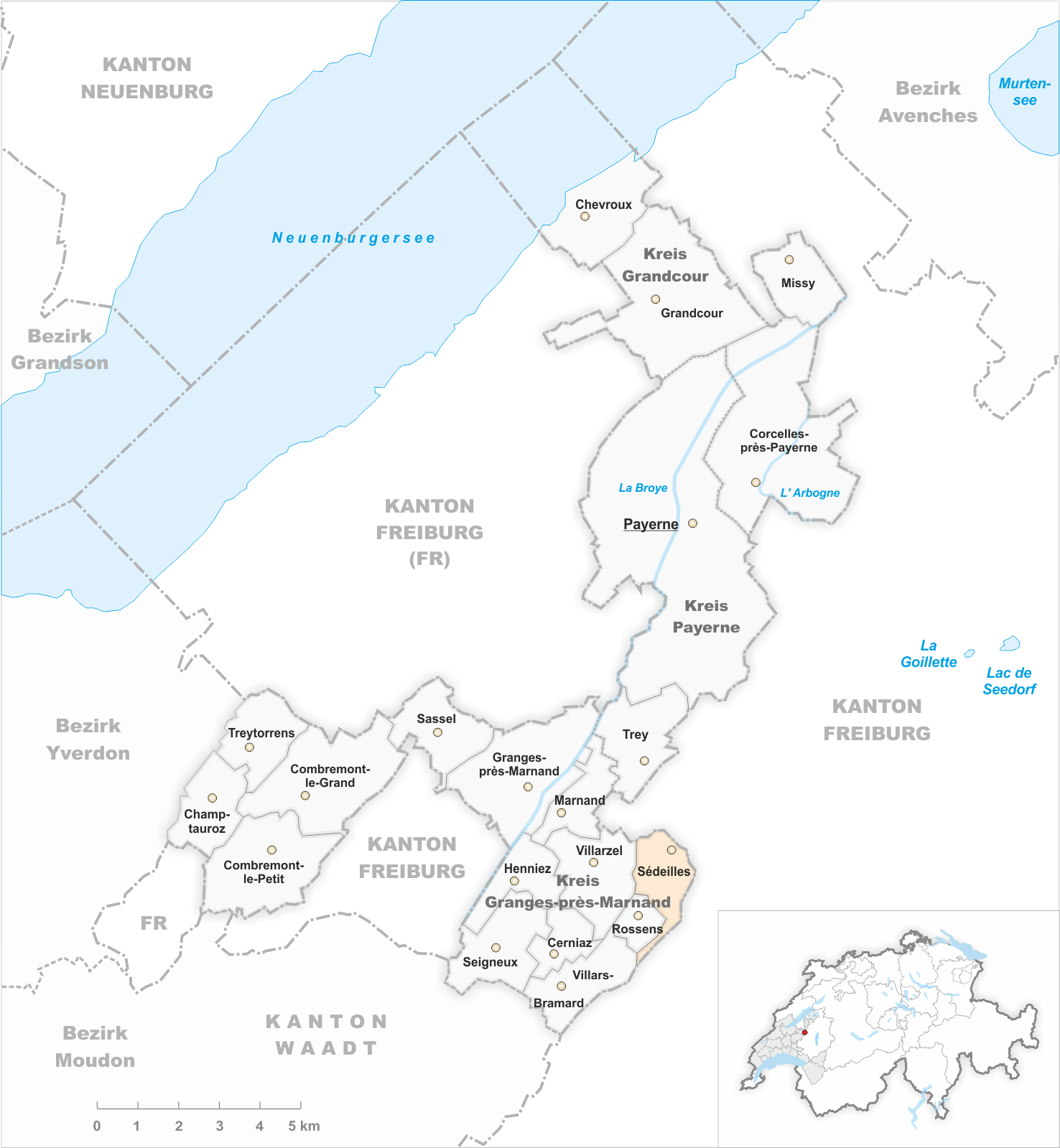
Il territorio del comune di Sédeilles prima degli accorpamenti comunali del 2006

Già comune autonomo che si estendeva per 2,47 km², nel 2006 è stato accorpato al comune di Villarzel assieme all'altro comune soppresso di Rossens.

### Simboli
La famiglia Moratel ha avuto un ruolo importante nella storia del villaggio. L'erpice presente nello stemma di questa famiglia è stato adottato come stemma comunale nel 1928.
L'erpice, nei colori argento e rosso della diocesi di Losanna, è anche simbolo dell'agricoltura, principale fonte di reddito per gli abitanti.

## Società

### Evoluzione demografica
L'evoluzione demografica è riportata nella seguente tabella:
Abitanti censiti

## Amministrazione
Ogni famiglia originaria del luogo fa parte del cosiddetto comune patriziale e ha la responsabilità della manutenzione di ogni bene ricadente all'interno dei confini della frazione.